# Суя (Омская область)
Суя — опустевшая деревня в  Усть-Ишимском районе Омской области России. Входит в состав Загваздинского сельского поселения. 

## История
В соответствии с Законом Омской области от 30 июля 2004 года № 548-ОЗ «О границах и статусе муниципальных образований Омской области» деревня вошла в состав образованного муниципального образования «Загваздинское сельское поселение». 

## География
Суя находится  на северо-западе части региона,   в пределах Ишимской равнины, являющейся частью Западно-Сибирской равнины, у р. Иртыш. 
Абсолютная высота — 48 м. над уровнем моря.

## Население
| 2010 |
| ---- |
| 0    |

Национальный состав
Согласно результатам переписи 2002 года, в национальной структуре населения русские составляли 93 % от общей численности населения в 15 чел. .

## Инфраструктура
Было развито личное подсобное хозяйство. 

## Транспорт
Просёлочные дороги. 